# Лаки Дајмонд Рич
Лаки Дајмонд Рич (енгл. Lucky Diamond Rich) или само Лаки Рич (рођен 1971. као Gregory Paul McLaren) је носилац титуле  „најтетовиранија особа на свету“. Титулу је пре њега носио Том Лепард. Тетоваже покривају његово цело тело, укључујући унутрашњост очних капака, уста, ушију и препуцијум. Од 2006. држи Гинисов светски рекорд у 100-процентној истетовираности.
Рич је уметник перформанса, улични извођач и међународни уметнички фестивалски перформер чија дела укључују гутање мачева и жонглирање разним предметима док је на моноциклу. 

## Инспирација и прва тетоважа
Рич је рођен на Новом Зеланду. Као дечак са занимањем је читао о најтетовиранијим људима. Прву тетоважу, мали жонглерски чун,  направио је на свом боку.
Касније је почео да тетовира сваки део свог тела, укључујући сваку пукотину и интимно подручје. Такође је истетовирао нешто бело преко црних тетоважа и такође додао боје. За израду његових тетоважа било је потребно више од хиљаду сати рада, а на њиховој изради радило је стотине уметника тетоваже.